# Birgit Wallin
Rut Birgit Wallin, född 4 oktober 1923 i Foss församling, Bohuslän, död 27 februari 2000 i Rydaholm, Småland, var en svensk folkskollärare och målare.
Hon var dotter till kyrkoherden Olof William Wallin och Rut Gurli Margareta Heldt. Wallin studerade vid målarklassen vid Valands målarskola i Göteborg 1951–1954. Vid sidan av sitt arbete som lärare var hon verksam som konstnär och medverkade i utställningar med provinsiell konst.